# Мышцы шеи человека

Мышцы шеи

Ниже представлен список мышц шеи (лат. musculi colli, mm. colli), которые являются частью мышечной системы человека. Они объединены в список в соответствии с международным стандартом Terminologia Anatomica (TA), который был разработан Федеративным комитетом по анатомической терминологии (FCAT) и Международной федерацией ассоциации анатомов (IFAA), также в списке отражены некоторые особенности русскоязычной классификации (в частности, глубина залегания и расположение). Мышцы шеи делятся на собственные мышцы шеи, надподъязычные, подподъязычные и подзатылочные.

## Происхождение мышц шеи
Мышцы шеи различны по своему происхождению, среди них выделяют: 
1. Производные жаберных дуг:
  1. Производные первой жаберной дуги — челюстно-подъязычная мышца (лат. m. mylohyoideus), переднее брюшко двубрюшной мышцы (лат. venter anterior m. digastrici);
  2. Производные второй жаберной дуги — шилоподъязычная мышца (лат. m. stylohyoideus), заднее брюшко двубрюшной мышцы (лат. venter posterior m. digastrici), подкожная мышца шеи (лат. platysma );
  3. Производные остальных жаберных дуг — грудино-ключично-сосцевидная мышца (лат. m. sternocleidomastoideus);
2. Аутохтонные мышцы шеи:
  1. Передние мышцы — грудино-подъязычная мышца (лат. m. sternohyoideus), грудино-щитовидная мышца (лат. m. sternothyroideus), щитоподъязычная мышца (лат. m. thyrohyoideus), лопаточно-подъязычная мышца (лат. m. omohyoideus), подбородочно-подъязычная мышца (лат. m. geniohyoideus);
  2. Боковые мышцы — лестничные мышцы: передняя, средняя, задняя и наименьшая (лат. mm. scaleni anterior, medius, posterior et minimus);
  3. Предпозвоночные мышцы — длинная мышца шеи (лат. m. longus colli), длинная мышца головы (лат. m. longus capitis), передняя прямая мышца головы (лат. m.  rectus capitis anterior), латеральная прямая мышца головы (лат. m. rectus capitis lateralis).

## Классификация
Согласно международному стандарту Terminologia Anatomica (TA) мышцы шеи делятся следующим образом:
1. Собственные мышцы шеи;
2. Надподъязычные мышцы;
3. Подподъязычные мышцы;
4. Подзатылочные мышцы.

## Собственные мышцы шеи
Собственные мышцы шеи (лат. mm. proprii colli) обеспечивают движения (вперед, назад и в стороны) и наклоны головы (вперёд, назад и в стороны), шеи и её кожи, некоторые из которых могут тянуть первое ребро кверху и тем самым участвовать в акте дыхания. Согласно международному стандарту Terminologia Anatomica (TA) к собственным мышцам шеи (лат. mm. proprii colli) относятся две мышцы, являющиеся по русскоязычной классификации боковыми поверхностными мышцами, четыре боковые глубоких мышцы и две срединных мышцы.
| Изображение                                      | Название (части, брюшки)                                            | Название (части, брюшки)                                                                                     | Прикрепление | Прикрепление | Кровоснабжение | Иннервация | Функция | Примечания                       |
| Изображение                                      | Название (части, брюшки)                                            | Название (части, брюшки)                                                                                     | Начало | Конец | Кровоснабжение | Иннервация | Функция | Примечания                       |
| ------------------------------------------------ | ------------------------------------------------------------------- | --- | --- | --- | --- | --- | --- | -------------------------------- |
| Боковая группа                                   |                                                                     | | | | | | |                                  |
| Поверхностные мышцы                              |                                                                     | | | | | | |                                  |
|                                                  | Подкожная мышца шеи (лат. platysma)                                 | Подкожная мышца шеи (лат. platysma)                                                                          | Поверхностная пластинка собственной фасции большой грудной мышцы (лат. lamina superficialis fasciae pectoralis major propriae), фасция дельтовидной мышцы (лат. fascia deltoidea) на уровне второго ребра | Край нижней челюсти; латеральные пучки вплетаются в околоушно-жевательную фасцию (лат. fascia parotideo-masseterica), а также в мышцу, опускающую нижнюю губу (лат. m. depressor labii inferioris) и мышцу смеха (лат. m. risorius) | Поверхностная шейная, подподбородочная артерии (лат. aa. cervicalis superficialis, submentalis)                                        | Шейная ветвь лицевого нерва (лат. r. colli nervi facialis)                                                      | Натягивает кожу шеи и части груди, опускает нижнюю челюсть и оттягивает угол рта кнаружи и книзу, способствует оттоку венозной крови от головы и шеи       | FMA: 45738 TA: A04.2.01.001 Gray |
|                                                  | Грудино-ключично-сосцевидная мышца (лат. m. sternocleidomastoideus) | Медиальная ножка (лат. caput sternale)                                                                       | Передняя поверхность рукоятки грудины (лат. manubrium sterni) | Сосцевидный отросток височной кости (лат. processus mastoideus ossis temporalis) и латеральная часть верхней выйной линии затылочной кости (лат. pars lateralis linea nuchae superior ossis occipitalis)                            | Затылочная, грудино-ключично-сосцевидная, верхняя щитовидная артерии (лат. aa. occipitalis, sternocleidomastoidea, thyroidea superior) | Наружная ветвь добавочного нерва (лат. r. externus nerni accessorius), шейный нерв CII (лат. n. cervicalis CII) | Наклоняет голову в сторону, а лицо поворачивает в противоположную; запрокидывает голову назад и несколько выдвигает кпереди; тянет вверх ключицу и грудину | FMA: 13407 TA: A04.2.01.008 Gray |
| Латеральная ножка (лат. caput claviculare)       | Грудино-ключично-сосцевидная мышца (лат. m. sternocleidomastoideus) | Грудинный конец ключицы (лат. extremitas sternalis claviculae)                                               | | Сосцевидный отросток височной кости (лат. processus mastoideus ossis temporalis) и латеральная часть верхней выйной линии затылочной кости (лат. pars lateralis linea nuchae superior ossis occipitalis)                            | Затылочная, грудино-ключично-сосцевидная, верхняя щитовидная артерии (лат. aa. occipitalis, sternocleidomastoidea, thyroidea superior) | Наружная ветвь добавочного нерва (лат. r. externus nerni accessorius), шейный нерв CII (лат. n. cervicalis CII) | Наклоняет голову в сторону, а лицо поворачивает в противоположную; запрокидывает голову назад и несколько выдвигает кпереди; тянет вверх ключицу и грудину | FMA: 13407 TA: A04.2.01.008 Gray |
| Глубокие мышцы                                   |                                                                     | | | | | | |                                  |
|                                                  | Передняя лестничная мышца (лат. m. scalenus anterior)               | Передняя лестничная мышца (лат. m. scalenus anterior)                                                        | Поперечные отростки III—VI шейных позвонков (лат. processus transversus CIII—VI) | Бугорок передней лестничной мышцы первого ребра (лат. tuberculum musculi scaleni anterioris costae I) | Восходящая шейная, нижняя щитовидная артерии (лат. aa. cervicalis ascendens, thyroidea inferior)                                       | Шейные нервы CV—CVII (лат. nn. cervicalis CV—CVII)                                                              | Тянет первое ребро кверху; наклоняет шейный отдел позвоночника в стороны или вперёд                                                                        | FMA: 13385 TA: A04.2.01.004 Gray |
|                                                  | Средняя лестничная мышца (лат. m. scalenus medius)                  | Средняя лестничная мышца (лат. m. scalenus medius)                                                           | Поперечные отростки II—VII шейных позвонков (лат. processus transversus CII—VII) | Верхняя поверхность первого ребра позади борозды подключичной артерии (лат. sulcus arteriae subclaviae costae I) | Позвоночная, глубокая шейная артерии (лат. aa. vertebralis, cervicalis profunda)                                                       | Шейные нервы CIII—CVIII (лат. nn. cervicalis CIII—CVIII)                                                        | Тянет первое ребро кверху; наклоняет шейный отдел позвоночника в стороны или вперёд                                                                        | FMA: 13386 TA: A04.2.01.005 Gray |
|                                                  | Задняя лестничная мышца (лат. m. scalenus posterior)                | Задняя лестничная мышца (лат. m. scalenus posterior)                                                         | Поперечные отростки V—VI шейных позвонков (лат. processus transversus CV—VI) | Наружная поверхность второго ребра (лат. costa II) | Восходящая шейная (лат. a. cervicalis ascendens)                                                                                       | Шейные нервы CV—CVII (лат. nn. cervicalis CV—CVII)                                                              | Тянет первое ребро кверху; наклоняет шейный отдел позвоночника в стороны или вперёд                                                                        | FMA: 13387 TA: A04.2.01.006 Gray |
| нет доступной иллюстрации                        | Наименьшая лестничная мышца (лат. m. scalenus minimus)              | Наименьшая лестничная мышца (лат. m. scalenus minimus)                                                       | Поперечный отросток III шейного позвонка (лат. processus transversus CIII) | Внутренний край первого ребра впереди бугорка передней лестничной мышцы (лат. tuberculum musculi scaleni anterioris costae I) и купол плевры (лат. cupula pleurae)                                                                  | Восходящая шейная (лат. a. cervicalis ascendens)                                                                                       | Шейные нервы CV—CVII (лат. nn. cervicalis CV—CVII)                                                              | Тянет первое ребро и купол плевры кверху | FMA: 64827 TA: A04.2.01.007 Gray |
| Срединная (предпозвоночная) группа               |                                                                     | | | | | | |                                  |
|                                                  | Длинная мышца шеи (лат. m. longus colli)                            | Вертикальная часть (лат. pars recta)                                                                         | Тела и поперечные отростки V шейного до III грудного позвонков (лат. corpus et processus transversus CI—TIII)                                                                                             | Передняя поверхность тел II—III шейных позвонков (лат. facies anterior corpi CII—III) и передний бугорок атланта (лат. tuberculum anteris atlantis)                                                                                 | Позвоночная, восходящая и глубокая шейная артерии (лат. aa. vertebralis, cervicalis ascendens et profunda)                             | Шейные нервы CIII—CVIII (лат. nn. cervicalis CIII—CVIII)                                                        | Наклоняет шейный отдел позвоночного столба вперёд и в сторону                                                                                              | FMA: 13370 TA: A04.2.01.002 Gray |
| Верхняя косая часть (лат. pars obliqua superior) | Длинная мышца шеи (лат. m. longus colli)                            | Передние бугорки рёберно-поперечных отростков II—V шейных позвонков (лат. processus costotransversus TI—III) | Тело второго шейного позвонка (лат. corpus CII) и передний бугорок атланта (лат. tuberculum anteris atlantis)                                                                                             | | Позвоночная, восходящая и глубокая шейная артерии (лат. aa. vertebralis, cervicalis ascendens et profunda)                             | Шейные нервы CIII—CVIII (лат. nn. cervicalis CIII—CVIII)                                                        | Наклоняет шейный отдел позвоночного столба вперёд и в сторону                                                                                              | FMA: 13370 TA: A04.2.01.002 Gray |
| Нижняя косая часть (лат. pars obliqua inferior)  | Длинная мышца шеи (лат. m. longus colli)                            | Тела I—III грудных позвонков (лат. corpus TI—III)                                                            | Передняя поверхность рёберно-поперечных отростков трёх нижних шейных позвонков (лат. processus costotransversus CV—VII)                                                                                   | | Позвоночная, восходящая и глубокая шейная артерии (лат. aa. vertebralis, cervicalis ascendens et profunda)                             | Шейные нервы CIII—CVIII (лат. nn. cervicalis CIII—CVIII)                                                        | Наклоняет шейный отдел позвоночного столба вперёд и в сторону                                                                                              | FMA: 13370 TA: A04.2.01.002 Gray |
|                                                  | Длинная мышца головы (лат. m. longus capitis)                       | Длинная мышца головы (лат. m. longus capitis)                                                                | Поперечные отростки III—VI шейных позвонков (лат. processus transversus CI—VI) | Нижняя поверхность базилярной части затылочной кости (лат. pars basilaris ossis occipitalis) | Позвоночная, глубокая шейная артерии (лат. aa. vertebralis, cervicalis profunda)                                                       | Шейные нервы CI—CIV (лат. nn. cervicalis CI—CIV)                                                                | Наклоняет голову и шейный отдел позвоночного столба вперёд; поворот головы в сторону                                                                       | FMA: 46308 TA: A04.2.01.003 Gray |

## Надподъязычные мышцы
Надподъязычные мышцы (лат. mm. suprahyoidei) лежат выше подъязычной кости, но ниже нижней челюсти, и являются дериватами жаберных дуг. Опуская нижнюю челюсть принимают участие в актах глотания и жевания. Надподъязычные мышцы (лат. mm. suprahyoidei) входят в состав сложного аппарата, включающего в себя нижнюю челюсть, подъязычную кость, гортань, трахею, который играет важную роль в формировании членораздельной речи. Согласно международному стандарту Terminologia Anatomica (TA) к надподъязычным мышцам шеи (лат. mm. suprahyoidei) относятся четыре мышцы, являющиеся по русскоязычной классификации срединными мышцами.
| Изображение                           | Название (части, брюшки)                               | Название (части, брюшки)                                                      | Прикрепление                                                                    | Прикрепление | Кровоснабжение | Иннервация                                                                            | Функция                                                                       | Примечания                       |
| Изображение                           | Название (части, брюшки)                               | Название (части, брюшки)                                                      | Начало                                                                          | Конец | Кровоснабжение | Иннервация                                                                            | Функция                                                                       | Примечания                       |
| ------------------------------------- | ------------------------------------------------------ | ----------------------------------------------------------------------------- | ------------------------------------------------------------------------------- | --- | --- | ------------------------------------------------------------------------------------- | ----------------------------------------------------------------------------- | -------------------------------- |
|                                       | Двубрюшная мышца (лат. m. digastricus)                 | Переднее брюшко (лат. venter anterior)                                        | Двубрюшная ямка нижней челюсти (лат. fossa digastrica mandibulae)               | Переднее брюшко переходит в сухожилие, которое крепится к малому рогу подъязычной кости (лат. cornu minor ossis hyoidei), и переходит в заднее брюшко | Подподбородочная артерия (лат. a. submentalis)                                                                                           | Челюстноподъязычный нерв от тройничного нерва (лат. n. mylohyoideus nervi trigeminus) | Опускает нижнюю челюсть; тянет подъязычную кость вверх                        | FMA: 46291 TA: A04.2.03.002 Gray |
| Заднее брюшко (лат. venter posterior) | Двубрюшная мышца (лат. m. digastricus)                 | Сосцевидная вырезка височной кости (лат. incisura mastoidea ossis temporalis) | Затылочная, задняя ушная артерии (лат. aa. occipitalis, auricularis posterior)  | Переднее брюшко переходит в сухожилие, которое крепится к малому рогу подъязычной кости (лат. cornu minor ossis hyoidei), и переходит в заднее брюшко | Двубрюшная ветвь лицевого нерва (лат. r. digastricus nervi facialis)                                                                     |                                                                                       | Опускает нижнюю челюсть; тянет подъязычную кость вверх                        | FMA: 46291 TA: A04.2.03.002 Gray |
|                                       | Шилоподъязычная мышца (лат. m. stylohyoideus)          | Шилоподъязычная мышца (лат. m. stylohyoideus)                                 | Шиловидный отросток височной кости (лат. processus styloideus ossis temporalis) | Тело и большой рог подъязычной кости (лат. corpus et cornu major ossis hyoidei)                                                                       | Затылочная, лицевая артерии и надподъязычная ветвь язычной артерии (лат. aa. occipitalis, facialis, r. suprahyoideus arteriae lingualis) | Шилоподъязычная ветвь лицевого нерва (лат. r. stylohyoideus nervi facialis)           | Тянет подъязычную кость назад, вверх и кнаружи                                | FMA: 9625 TA: A04.2.03.005 Gray  |
|                                       | Челюстно-подъязычная мышца (лат. m. mylohyoideus)      | Челюстно-подъязычная мышца (лат. m. mylohyoideus)                             | Челюстно-подъязычная линия нижней челюсти (лат. linea mylohyoidea mandibulae)   | Передняя поверхность тела подъязычной кости (лат. facies anterior corpi ossis hyoidei)                                                                | Подъязычная и подподбородочная артерии (лат. aa. sublingualis, submentalis)                                                              | Челюстноподъязычный нерв от тройничного нерва (лат. n. mylohyoideus nervi trigeminus) | Тянет подъязычную кость вверх и кпереди, участвует в опускании нижней челюсти | FMA: 46320 TA: A04.2.03.006 Gray |
|                                       | Подбородочно-подъязычная мышца (лат. m. geniohyoideus) | Подбородочно-подъязычная мышца (лат. m. geniohyoideus)                        | Подбородочная ость нижней челюсти (лат. spina mentalis mandibulae)              | Передняя поверхность тела подъязычной кости (лат. facies anterior corpi ossis hyoidei)                                                                | Подъязычная и подподбородочная артерии (лат. aa. sublingualis, submentalis)                                                              | Шейные нервы CI—CII (лат. nn. cervicalis CI—CII)                                      | Тянет подъязычную кость вверх и кпереди, участвует в опускании нижней челюсти | FMA: 46325 TA: A04.2.03.007 Gray |

## Подподъязычные мышцы
Подподъязычные мышцы (лат. mm. infrahyoidei) лежат ниже подъязычной кости и являются аутохтонными . Основной функцией является фиксация подъязычной кости, что делает возможной функцию надподъязычных мышц как дополнительных жевательных (опускание нижней челюсти); также подподъязычные мышцы осуществляют опускание гортани. Согласно международному стандарту Terminologia Anatomica (TA) к подподъязычным мышцам шеи (лат. mm. infrahyoidei) относятся пять мышц, являющиеся по русскоязычной классификации срединными мышцами.
| Изображение                          | Название (части, брюшки)                                                    | Название (части, брюшки)                                                                      | Прикрепление | Прикрепление                                                                                  | Кровоснабжение                                                                                           | Иннервация                                                                                | Функция | Примечания                       |
| Изображение                          | Название (части, брюшки)                                                    | Название (части, брюшки)                                                                      | Начало | Конец                                                                                         | Кровоснабжение                                                                                           | Иннервация                                                                                | Функция | Примечания                       |
| ------------------------------------ | --------------------------------------------------------------------------- | --------------------------------------------------------------------------------------------- | --- | --------------------------------------------------------------------------------------------- | --- | ----------------------------------------------------------------------------------------- | --- | -------------------------------- |
|                                      | Грудино-подъязычная мышца (лат. m. sternohyoideus)                          | Грудино-подъязычная мышца (лат. m. sternohyoideus)                                            | Задняя поверхность ключицы (лат. fascies posterior claviculae), суставная капсула грудино-ключичного сустава (лат. capsula articulatiоnis sternoclavicularis), рукоятка грудины (лат. manubrium sterni) | Тело подъязычной кости (лат. сorpus ossis hyoidei)                                            | Верхняя щитовидная, поверхностная шейная артерии (лат. aa. thyroidea inferior, cervicalis superficialis) | Верхний корешок шейной петли CI—CIII (лат. radix superior ansae cervicalis CI—CIII)       | Тянет подъязычную кость книзу | FMA: 13341 TA: A04.2.04.002 Gray |
|                                      | Грудино-щитовидная мышца (лат. m. sternothyroideus)                         | Грудино-щитовидная мышца (лат. m. sternothyroideus)                                           | Задняя поверхность хряща первого ребра (лат. cartilago costae I), рукоятка грудины (лат. manubrium sterni)                                                                                              | Косая линия боковой поверхности щитовидного хряща (лат. linea obliqua cartilaginis thyroidei) | Верхняя щитовидная, поверхностная шейная артерии (лат. aa. thyroidea inferior, cervicalis superficialis) | Верхний корешок шейной петли CI—CIII (лат. radix superior ansae cervicalis CI—CIII)       | Тянет гортань книзу | FMA: 13343 TA: A04.2.04.002 Gray |
|                                      | Щитоподъязычная мышца (лат. m. thyrohyoideus)                               | Щитоподъязычная мышца (лат. m. thyrohyoideus)                                                 | Косая линия боковой поверхности щитовидного хряща (лат. linea obliqua cartilaginis thyroidei) | Большой рог подъязычной кости (лат. cornu major ossis hyoidei)                                | Верхняя щитовидная, поверхностная шейная артерии (лат. aa. thyroidea inferior, cervicalis superficialis) | Щитоподъязычная ветвь шейной петли CI—CII (лат. r. thyrohyoideus ansae cervicalis CI—CII) | Приближает подъязычную кость к гортани; поднимает гортань                                                                              | FMA: 13344 TA: A04.2.04.007 Gray |
|                                      | Лопаточно-подъязычная мышца (лат. m. omohyoideus)                           | Верхнее брюшко (лат. venter superior)                                                         | Нижний край тела подъязычной кости (лат. margo inferior corpi ossis hyoidei) | Сухожилие срастается с фасциальным влагалищем сосудисто-нервного пучка шеи                    | Верхняя щитовидная, поверхностная шейная артерии (лат. aa. thyroidea inferior, cervicalis superficialis) | Верхний корешок шейной петли CI—CIII (лат. radix superior ansae cervicalis CI—CIII)       | Тянет подъязычную кость книзу и кнаружи; оттягивается влагалище сосудисто-нервного пучка шеи, расширяя просвет внутренней яремной вены | FMA: 13342 TA: A04.2.04.003 Gray |
| Нижнее брюшко (лат. venter inferior) | Лопаточно-подъязычная мышца (лат. m. omohyoideus)                           | Сухожильная перемычка лопаточно-подъязычной мышцы (лат. linea obliqua cartilaginis thyroidei) | Верхний край и верхняя поперечная связка лопатки (лат. margo superior et lig. transversum scapulae superius)                                                                                            |                                                                                               | Верхняя щитовидная, поверхностная шейная артерии (лат. aa. thyroidea inferior, cervicalis superficialis) | Верхний корешок шейной петли CI—CIII (лат. radix superior ansae cervicalis CI—CIII)       | Тянет подъязычную кость книзу и кнаружи; оттягивается влагалище сосудисто-нервного пучка шеи, расширяя просвет внутренней яремной вены | FMA: 13342 TA: A04.2.04.003 Gray |
|                                      | Мышца, поднимающая щитовидную железу (лат. m. levator glandulae thyroideae) | Мышца, поднимающая щитовидную железу (лат. m. levator glandulae thyroideae)                   | Тело подъязычной кости (лат. corpus ossis hyoidei) или щитовидный хрящ (лат. cartilago thyroidea) | Капсула щитовидной железы (лат. capsula thyroidei glandulae)                                  | Верхняя щитовидная, поверхностная шейная артерии (лат. aa. thyroidea inferior, cervicalis superficialis) | Верхний корешок шейной петли CI—CIII (лат. radix superior ansae cervicalis CI—CIII)       | Подтягивает капсулу щитовидной железу вверх                                                                                            | FMA: 13345 TA: A04.2.04.008 Gray |

## Подзатылочные мышцы
Подзатылочные мышцы (лат. mm. suboccipitales) являются самыми глубокими и слабыми мышцами среди представленных. Сокращаясь, они участвуют в наклонах (назад, вперёд и в стороны) и вращениях головы за счёт движений в атланто-затылочном суставе (лат. articulatio atlantooccipitalis), в срединном атлантоосевом суставе (лат. articulatio atlantoaxialis mediana) и латеральном атлантоосевом суставе (лат. articulatio atlantoaxialis lateralis). Согласно международному стандарту Terminologia Anatomica (TA) к подзатылочным мышцам шеи (лат. mm. suboccipitales) относятся шесть мышц, являющиеся по русскоязычной классификации глубокими срединными (предпозвоночными) мышцами.
| Изображение | Название (части, брюшки)                                                    | Прикрепление                                                      | Прикрепление | Кровоснабжение                                                      | Иннервация                                                                                           | Функция                                                                 | Примечания                       |
| Изображение | Название (части, брюшки)                                                    | Начало                                                            | Конец | Кровоснабжение                                                      | Иннервация                                                                                           | Функция                                                                 | Примечания                       |
| ----------- | --------------------------------------------------------------------------- | ----------------------------------------------------------------- | --- | ------------------------------------------------------------------- | --- | ----------------------------------------------------------------------- | -------------------------------- |
|             | Передняя прямая мышца головы (лат. m. rectus capitis anterior)              | Поперечный отросток атланта (лат. processus transversus atlantis) | Нижняя поверхность базилярной части затылочной кости (лат. pars basilaris ossis occipitalis)                                      | Позвоночная, затылочная артерии (лат. aa. vertebralis, occipitalis) | Шейные нервы CI—CII (лат. nn. cervicalis CI—CII)                                                     | Наклоняет голову в сторону; наклоняет голову вперёд                     | FMA: 9624 TA: A04.2.02.002 Gray  |
|             | Латеральная прямая мышца головы (лат. m. rectus capitis lateralis)          | Поперечный отросток атланта (лат. processus transversus atlantis) | Околососцевидный отросток яремного отростка затылочной кости (лат. processus paramastoideus processi jugularis ossis occipitalis) | Позвоночная, затылочная артерии (лат. aa. vertebralis, occipitalis) | Шейные нервы CI—CII (лат. nn. cervicalis CI—CII)                                                     | Наклоняет голову в сторону; наклоняет голову вперёд                     | FMA: 46316 TA: A04.2.02.003 Gray |
|             | Большая задняя прямая мышца головы (лат. m. rectus capitis posterior major) | Остистый отросток осевого позвонка (лат. processus spinosus CII)  | Латеральный отрезок нижней выйной линии затылочной кости (лат. linea nuchae inferior ossis occipitalis)                           | Глубокая шейная артерия (лат. a. cervicalis profunda)               | Шейные, грудные и поясничные ветви спиномозговых нервов (лат. nn. cervicalis, thoracici et lumbales) | Движение головы кзади; наклон головы назад и в стороны; вращение головы | FMA: 32525 TA: A04.2.02.004 Gray |
|             | Малая задняя прямая мышца головы (лат. m. rectus capitis posterior minor)   | Задний бугорок атланта (лат. tuberculum posterior atlantis)       | Медиальный отрезок нижней выйной линии затылочной кости (лат. linea nuchae inferior ossis occipitalis)                            | Глубокая шейная артерия (лат. a. cervicalis profunda)               | Шейные, грудные и поясничные ветви спиномозговых нервов (лат. nn. cervicalis, thoracici et lumbales) | Движение головы кзади; наклон головы назад и в стороны; вращение головы | FMA: 32526 TA: A04.2.02.005 Gray |
|             | Верхняя косая мышца головы (лат. m. obliquus capitis superior)              | Поперечный отросток атланта (лат. processus transversus atlantis) | Латеральный отрезок верхней выйной линии затылочной кости (лат. linea nuchae superior ossis occipitalis)                          | Глубокая шейная артерия (лат. a. cervicalis profunda)               | Шейные, грудные и поясничные ветви спиномозговых нервов (лат. nn. cervicalis, thoracici et lumbales) | Движение головы кзади; наклон головы назад и в стороны; вращение головы | FMA: 32527 TA: A04.2.02.006 Gray |
|             | Нижняя косая мышца головы (лат. m. obliquus capitis inferior)               | Остистый отросток осевого позвонка (лат. processus spinosus CII)  | Поперечный отросток атланта (лат. processus transversus atlantis)                                                                 | Глубокая шейная артерия (лат. a. cervicalis profunda)               | Шейные, грудные и поясничные ветви спиномозговых нервов (лат. nn. cervicalis, thoracici et lumbales) | Движение головы кзади; наклон головы назад и в стороны; вращение головы | FMA: 32528 TA: A04.2.02.007 Gray |

## Комментарии
1. 1 2 3 4  Привесом М.Г., Гайворонским И.В. данная мышца относится к мышцам спины (Привес, Лысенков, Бушкович, 2006, с. 196; Гайворонский, Ничипорук, 2009, с. 12).